# Hexatoma teresiae
Hexatoma teresiae är en tvåvingeart som beskrevs av Alexander 1960. Hexatoma teresiae ingår i släktet Hexatoma och familjen småharkrankar.
Artens utbredningsområde är Madagaskar. Inga underarter finns listade i Catalogue of Life.